# Adiantum wattii
Adiantum wattii är en kantbräkenväxtart som först beskrevs av Richard Henry Beddome, och fick sitt nu gällande namn av Bak. Adiantum wattii ingår i släktet Adiantum och familjen Pteridaceae. Inga underarter finns listade.